# Phyllis Nicolson
Phyllis Nicolson, född Lockett den 21 september 1917 i Macclesfield, Storbritannien, död 6 oktober 1968 i Sheffield, var en brittisk matematiker och fysiker.

## Biografi
Nicolson fick sin skolgång vid Stockport High School söder om Manchester. Därefter studerade hon vid universitetet i Manchester där hon tog sin bachelor 1938 och sin master året därpå. Åren 1945-1946 var hon doktorand vid Girton College, University of Cambridge. och hon tog sin doktorsgrad i fysik 1946.
År 1942 gifte sig hon sig med Malcolm Nicolson och fick ett barn 1947. Efter sin makes död i en tågolycka 1952 blev hon universitetslärare vid Leeds universitet. År 1955 gifte hon sig med fysikern Malcolm McCaig.
Nicolson dog 1968 i bröstcancer vid 51 års ålder.

## Matematisk forskning
Under andra världskriget deltog Nicolson i ett forskningsteam under ledning av Douglas Hartree vid Manchester University. De arbetade för Ministry of Supply och studerade magnetroner, teori, prestanda och tillämpning i radaranläggningar. Phyllis Nicolson är mest känd för sitt samarbete med John Crank för att ta fram värmeledningsekvationen och andra partiella differentialekvationer.